# 사우샘프턴 대학교
사우샘프턴 대학교 또는 사우스햄튼 대학교(The University of Southampton)는 영국의 공립대학교로 사우샘프턴에 위치한다. 대학교의 근원은 1862년 헬리 로벗슨 하틀리에 의해 하틀리 기관의 설립으로 거슬러 올라간다. 1902년 기관은 하틀리 유니버시티 칼리지로 발전하였다. 그런데 학위는 런던 대학교에서 수여되었다. 1952년 4월 29일 엘리자베스 2세는 대학에 로열 차터를 승인하여 완전한 대학 지위를 부여하였다. 이것은 여왕이 즉위한 후 승인한 첫 로열 차터였다.
University of Southampton은 현재 15,790 명의 학부생과 6,925 명의 대학원생을 보유하고 있으며, 남동부 지역의 고등 교육생 중 가장 큰 대학이다. University of Southampton Students 'Union은 연합의 4 개 미디어 아울렛 참여에서부터 200 개의 제휴 사회 및 80 개의 스포츠에 이르기까지 학생들을 지원, 대표 및 사회 활동을 제공한다. 대학은 학생들이 사용할 수 있는 운동장을 소유하고 운영하며 메인 캠퍼스에서는 스포츠 센터도 운영한다.

## 학교 구성
The University of Southampton은 8개의 단과 대학으로 구성되어 있으며 각각의 단과 대학들은 아래 보여 지는 것처럼 전공들이 세분화되어 있다.
- Faculty of Business, Law and Art
  - Southampton Law School
  - Southampton Business School
  - Winchester School of Art
- Faculty of Engineering and the Environment
  - Civil Engineering and the Environment
  - Engineering Sciences
  - Institute of Sound and Vibration Research
- Faculty of Health Sciences
  - Health Sciences
  - Occupational Therapy
  - Physiotherapy
  - Podiatry
  - Nursing and midwifery
- Faculty of Humanities
  - Archaeology
  - English
  - Film Studies
  - History
  - Modern Languages
  - Music
  - Philosophy
- Faculty of Medicine
  - Southampton Medical School
- Faculty of Natural and Environmental Sciences
  - Biological Sciences
  - Chemistry
  - Ocean and Earth Science
  - National Oceanography Centre
- Faculty of Physical Sciences and Engineering
  - Electronics and Computer Science
  - Physics and Astronomy
  - Optoelectronics Research Centre
- Faculty of Social, Human and Mathematical Sciences
  - Education
  - Geography and Environment
  - Mathematics
  - Psychology
  - Social Sciences
  - Southampton Statistical Sciences Research Institute

## 캠퍼스
1. Highfield Campus
2. Avenue Campus
3. National Oceanography Centre, Southampton
4. University of Hospital Southampton(UHS)
5. Winchester School of Art

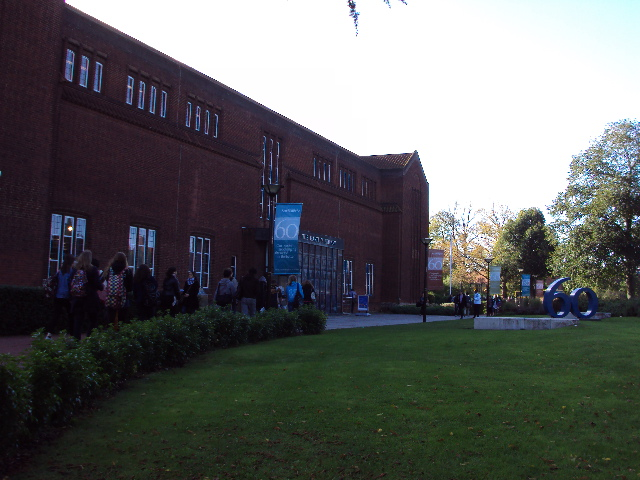
Hartley Library

6. Malaysia Campus
7. Boldrewood Campus
8. Science Park

### Highfield Campus
The University of Southampton의 메인 캠퍼스이며 Highfield 지역에 위치하고 있다. 1914년 6월 20일날 개교하였으며 세계 1차대전때 군병원으로 사용되었다. 그 후 점차 학교 규모가 커지게 된 후 현재의 모습을 갖추게 되었다. 메인 캠퍼스에는 Hartley library 그리고 Students' Union이 존재하며 Giles Gilbert Scott 경에 의해 디자인 되었다.

### Avenue Campus
Avenue 캠퍼스는 현재 주로 Humanities 관련 전공들이 연계되어 있으며 메인캠퍼스인 Highfield 캠퍼스로부터 가까운 거리에 위치하고 있다.

### National Oceanography Centre, Southampton
The National Oceanography Centre, Southampton (NOCS)는 메인캠퍼스로부터 3마일 (4.82km) 정도 떨어진 곳에 위치하고 있다. 이곳에 Ocean and Earth Science 부서가 존재하며 또한 Natural Environment Research Council's Research Institute의 캠퍼스로도 사용된다.

## 학교 순위 및 명성
The University of Southampton은 세계 Top 1% 수준의 학교를 지향하며 실제로 2013년 The Times Higher Education Table 에 따르면 전 세계 상위 100위안에 랭크되어있다. 그리고 2018년 Round University Ranking 보관됨 2018-06-12 - 웨이백 머신에 의하면 University of Southampton은 전 세계 65위에 속해 있으며 영국 내에서는 9위에 속해 있다. 대체적으로 공학계열에 강세를 보이고 있으며 The Guardian 에 따르면 Mechanical Engineering, Aeronautical Engineering, Naval Architecture, Electronic and Electrical Engineering은 영국내 1위에 속하기도 했었다.
| Global Rankings                                   | Global Rankings |
| ------------------------------------------------- | --------------- |
| ARWU 보관됨 2019-01-19 - 웨이백 머신 (2020 world) | 101-105         |
| QS (2021, world)                                  | 90              |
| THE (2021, world)                                 | 122             |
| CWTS Leiden (2020, world)                         | 93              |
| National Rankings                                 |                 |
| Complete (2021, National)                         | 17              |
| The Guardian (2021, National)                     | 24              |
| Times/Sunday Times (2021, National)               | 15              |

## 교통
Unilink 라는 대중 교통 버스가 학생, 직원 그리고 일반 시민 들을 위해 현재 운영 중이다. 1998년에 도입되었으며 지역 버스 회사인 Bluestar에 의해 운영된다. 현재 4개의 다른 경로가 서비스 되고 있으며 대략적인 경로는 다음과 같다.
- U1: Southampton Airport ↔National Oceanography Centre↔Wessex Lane Halls↔Highfiled Campus↔Portswood↔Southampton City Centre↔Southampton Central Railway Station
- U2: Southampton City Centre↔Bassett Green
- U6: Southampton City Centre↔Southampton General Hospital
- U9: Southampton General Hospital↔Townhill  Park

## 사우스햄튼 대학교 한인학생회(Facebook)
사우스햄튼 대학교 한인 학생회 페이스북 페이지
https://www.facebook.com/groups/376909489151464/